# ʿAwārif al-maʿārif

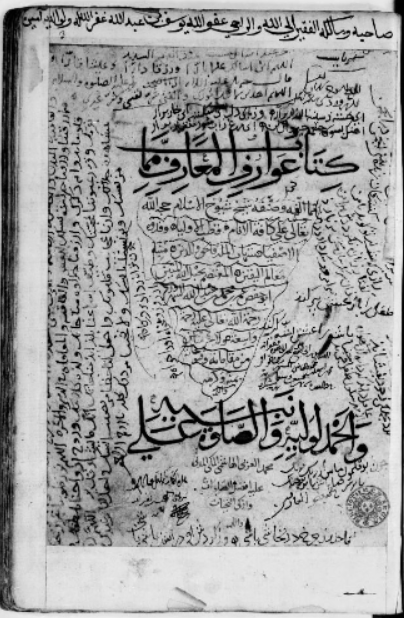
Titelblatt der Pariser Handschrift von ʿAwārif al-maʿārif, Ms. Paris, Bibliothèque Nationale, Arabe Nr. 1332, mit verschiedenen Besitzvermerken. Die Handschrift stammt in ihrem ersten Teil wahrscheinlich aus dem 13. Jahrhundert.

ʿAwārif al-maʿārif (arabisch عوارف المعارف ‚Gaben der Erkenntnisse‘) ist ein umfassendes Handbuch zur Sufik und zugleich das bedeutendste Werk des schafiitischen Rechtsgelehrten und Sufis Schihāb ad-Dīn Abū Hafs ʿUmar as-Suhrawardī (1145–1234). As-Suhrawardī hat das Werk vor 1208 verfasst und ab dieser Zeit als Lehrbuch in seinem Schülerkreis verwendet. Obwohl der Autor sehr stark auf frühere sufische Texte zurückgreift, ist ʿAwārif al-maʿārif ein originelles Werk, das seinen Gegenstand in einer noch nie dagewesenen Art definiert und systematisiert. Nach Richard Gramlich, der das Werk ins Deutsche übersetzt hat, ist es "der Endpunkt und zugleich Höhepunkt der klassischen orthodoxen sufischen Handbuchliteratur". Über Schüler wurde ʿAwārif al-maʿarif nach Indien und Persien vermittelt und dort mehrfach kommentiert und ins Persische übersetzt. In den sufischen Orden der Suhrawardīya und der Tschischtīya blieb es bis zum Beginn des 16. Jahrhunderts das wichtigste sufische Lehrbuch. Mehrfach wurde das Werk auch ins Osmanisch-Türkische übersetzt. Bis heute erfreut es sich weltweit in sufischen Kreisen großer Popularität und gilt als das Standardhandbuch für alle Fragen, die die sufischen Verhaltensregeln und Pflichten von Scheichen und ihren Schülern betreffen.

## Textzeugen

### Handschriften
Handschriften des Textes werden in Berlin, Wien, Paris, London, Manchester, Algier, Fes, Tunis, Kairo, Istanbul, Bursa, Peschawar, Patna, Rampur und Aligarh und an vielen anderen Orten aufbewahrt. Allein in Istanbuler Bibliotheken befinden sich 37 Handschriften des Werks aus der Zeit vom 13. bis zum 17. Jahrhundert, was die außerordentliche Popularität des Werkes belegt. Sechs von diesen Handschriften stammen aus dem 13. Jahrhundert. Besonders bedeutend sind die beiden folgenden Handschriften:
- Ms. Istanbul, Lala Ismail 180 mit 233 Blatt. Dieser Kodex wurde laut Hörervermerk am Schluss im Ribāt al-Ma'mūnīya zu Bagdad von ʿAbd al-Karīm ibn Mansūr al-Mausilī asch-Schāfiʿī Mitte Muharram 624 (= Anfang 1227) vor dem Verfasser verlesen und ist die älteste Handschrift des Werks.[7]
- Ms. Paris, Bibliothèque Nationale, Arabe Nr. 1332 mit 197 Blatt (Digitalisat). Der ältere Hauptteil des Kodex ist nicht datiert, stammt aber wahrscheinlich aus dem 13. Jahrhundert. Der zweite Teil, der mit Blatt 162 beginnt, wurde 1381 von Muhammad ibn Ismāʿīl ibn Mahmūd al-Hawāfī erstellt. Im älteren Teil finden sich viele Varianten und Anmerkungen am Rand.[8]

### Druckeditionen
In gedruckter Form wurde das Werk erstmals 1872 von Muhammad ʿAbd al-Latīf al-Chatīb am Rande der Bulaq-Edition von al-Ghazālīs Iḥyāʾ ʿulūm ad-dīn herausgebracht. In dieser Form erschien es erneut 1877, 1879, 1886, 1888, 1895, 1908 und 1910. In den späteren Ausgaben, die ab 1939 in Kairo und Beirut erschienen, war das Werk nicht mehr am Rand des Iḥyāʾ abgedruckt, sondern in seinem Anhang als fünfter Band. Obwohl diese unkritische Textausgabe von al-Chatīb viele Fehler enthält und an vielen Stellen unzuverlässig ist, ist sie immer noch sehr stark in der arabischen Welt verbreitet. 1984 erschien eine von Maḥmūd Saʿīd Mamdūḥ neu formatierte Ausgabe bei Dār al-Maʿrifa in Beirut.
In den späten 1960er Jahren bemühten sich ʿAbd al-Halīm Mahmūd und Mahmūd ibn asch-Scharīf darum, eine kritische Edition des Textes herzustellen. Der erste Band dieser Edition mit 352 Seiten, der nur die Kapitel 1 bis 21 enthält, erschien 1971 in Kairo bei Dār al-kutub al-hadītha. Wie der Vorrede von ʿAbd al-Halīm Mahmūd zu entnehmen ist, stützt sich die Edition auf drei Handschriften aus der Ägyptischen Nationalbibliothek und der Bibliothek der Azhar: (1) eine Handschrift von al-Hāddsch Yūsuf ibn al-Husain ar-Rūmī von 832 d.H. (1428 n. Chr.), (2) eine von ʿIwaḍ Efendī von 1100 d.H. (= 1688 n. Chr.) und (3) eine von as-Saiyid Sulaimān al-ʿAzīzī asch-Schāfiʿī von 1112 d.H. (= 1700 n. Chr.). Ansonsten gibt Mahmūd über diese Handschriften keine weiteren Informationen. Der zweite Band der Edition, der die restlichen 41 Kapitel des Buches enthält, erschien erst im Jahre 2000. Er stützt sich auf eine erheblich ältere Handschrift, die auf das Jahr 1216 datiert ist. ʿAbd al-Halīm Mahmūd hatte sie von Muhammad Yūsuf al-Banūrī erhalten. Auch über diese Handschrift liefert er leider keine weiteren Informationen.
Auch wenn mit der alten Būlāq-Ausgabe und der Edition von ʿAbd al-Halīm Mahmūd/Mahmūd ibn asch-Scharīf zwei verschiedene Ausgaben vorliegen, besteht bisher immer noch keine zuverlässige Textgrundlage, die alle Textvarianten berücksichtigt.

## Abfassungszeit
Es ist nicht genau bekannt, wann as-Suhrawardī das Werk abgefasst hat. Nach einer Anekdote, die ʿAfīf ad-Dīn al-Yāfiʿī (gest. 1367) und Dschāmi (gest. 1492) anführen, ist es in Mekka entstanden, wobei as-Suhrawardī mehrfach den Tawāf um die Kaaba vollzog, um Gottes Hilfe bei der Lösung von Problemen bei der Abfassung zu erhalten. Allerdings handelt es sich hierbei wahrscheinlich um eine Verwechslung mit as-Suhrawardīs Werk Aʿlām at-tuqā, bei dem der Autor in der Vorrede tatsächlich berichtet, dass er bei der Abfassung so vorgegangen ist.
Nach Erik Ohlander muss das Werk schon vor 605 d.H. (1208/09 n. Chr.) abgefasst worden sein, denn in einem Hörervermerk am Anfang der Handschrift Lala Ismail 180 ist angegeben, dass die ʿAwārif al-maʿārif in diesem Jahr im Ribāt al-Marzubānīya in Bagdad zusammen mit zwei anderen Werken von as-Suhrawardī einer Gruppe von Gefährten vorgetragen wurde, was in einer Notiz von as-Suhrawardīs eigener Hand bestätigt wird. Dies stellt somit den Terminus ad quem für die Entstehung des Werks dar.

## Aufbau und Inhalt

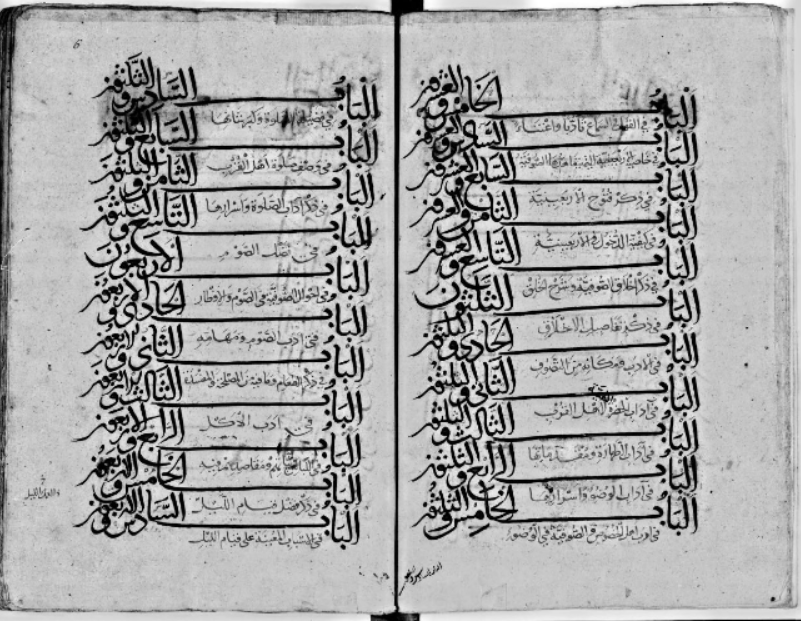
Kapitelübersicht in der Pariser Handschrift (Ms. Paris, Bibliothèque Nationale, Arabe Nr. 1332) der ʿAwārif al-maʿārif. Das arabische Wort باب bāb ("Kapitel") ist jeweils über die ganze Seite gezogen.

Die ʿAwārif al-maʿārif bestehen aus einer kurzen Vorrede und 63 Kapiteln. Das Incipit lautet: al-Ḥamdu li-Llāhi l-ʿaẓīmi šaʾna-hū. Wie der Autor in der Vorrede erklärt, behandelt das Werk einige der Wissenschaften der Sufis, ihre "Zustände" (aḥwāl) und Standplätze, ihre guten Sitten (ādāb), Charaktereigenschaften (aḫlāq) und ungewöhnlichen Gefühlserlebnisse, die Wirklichkeiten ihrer Erkenntnis (maʿrifa) und ihres Einheitsbekenntnisses, ihrer feinen Hinweise (išārāt) und subtilen Fachausdrücke (iṣṭilāḥāt). Die Wissenschaften der Sufis seien alle der Ausdruck eines Empfindens (wiǧdān) und der Rückbezug auf ein Erkennen (ʿirfān) und Schmecken (ḏauq), die sich mit der Wahrhaftigkeit des mystischen Zustands verwirkliche und deren Kern die klare Sprache nicht zu erfassen vermöge.

### Die sufischen Wissenschaften (Kapitel 1–3)
In Kapitel 1, das sich mit dem den Ursprung der Wissenschaften der Sufis befasst, zitiert der Autor einen Hadith, in dem der Prophet die Rechtleitung (hudā) und das Wissen (ʿilm), mit dem ihn Gott gesandt hat, mit einem reichen Regen vergleicht, von dem ein Teil auf fruchtbaren Boden fällt, der das Wasser aufnimmt und anschließend ergrünt, ein anderer Teil in Zisternen fließt, die den Menschen helfen, und ein dritter Teil auf toten Boden fällt, der keinen Ertrag erzielt. Er erklärt, dass es sich in der gleichen Weise auch mit den Menschen verhalten, von denen die einen das Wissen aufnehmen und fruchtbar machen, die anderen dagegen nicht. Dieser Gedanke wird in Kapitel 2 vertieft, der herausstellt, dass die Sufis durch das gute Zuhören (ḥusn al-istimāʿ) ausgezeichnet sind und somit die Bedeutungen der Offenbarung und Hadith am besten erfassen können.
Kapitel 3 behandelt den Vorzug der sufischen Wissenschaften. As-Suhrawardī erklärt, dass die sufischen Wissenschaften Schmeckenswissenschaften (ʿulūm ḏauqīya) sind, an die das Denken kaum anders herankomme als durch Schmecken (ḏauq) und Angerührtsein (wiǧdān). Es verhalte sich damit wie mit dem Wissen um die Süße des Zuckers, das sich nicht durch die Beschreibung ergebe. Vielmehr kenne ihn nur, wer ihn gekostet habe. Das Koranwort "Gott fürchten unter seinen Dienern nur die Gelehrten" (Sure 35:28) sei für die Gelehrten des Jenseits ein Hinweis dafür, dass der Weg zu den Erkenntnissen verschlossen sei, wenn Verzicht und Gottesfurcht fehlten. Die sufischen Wissenschaften, so erklärt der Autor, sind ererbte Wissenschaften (ʿulūm al-wirāṯa), von denen gilt, dass sie aus den erlernten Wissenschaften (ʿulūm ad-dirāsa) gewonnen werden. Die erlernten Wissenschaften seien wie pure Milch, die ererbten Wissenschaften wie der daraus gewonnene Rahm. Gäbe es keine Milch, so gäbe es auch keinen Rahm. Aber der Rahm sei die Fetteigenschaft, die man bei der Milch suche, während die Wassereigenschaft ein Körper sei, in dem der Geist der Fetteigenschaft Bestand habe. So ruhe auf der Wassereigenschaft das Bestehen.

### Das Sufitum an sich (Kap. 4–6)
Kapitel 4 behandelt den Zustand der Sufis, Kapitel 5 unterschiedliche Definitionen des Sufitums (taṣauwuf). Der Autor zitiert al-Dschunaid mit der Aussage, dass die Sufis das Sufitum nicht vom langen Hin- und Herreden gewonnen hätten, sondern vom Hungern, von der Absage an das Diesseits und vom Abtrennen der vertrauten und angenehmen Dinge. Nach dem Wesen des Sufitums gefragt, soll er geantwortet haben: "Dass Du mit Gott bist ohne Anhänglichkeit (sc. an die Welt)." Nach einer anderen Definition von al-Dschunaid besteht das Sufitum darin, "dass Gott dich dir sterben und dich durch sich leben lässt." Der Autor erklärt, dass die Armut (faqr) im Wesen des Sufitums eingeschlossen ist und dessen Grundlage und Rückhalt bildet. Hinsichtlich der Frage, was Armut bedeutet, verweist er auf die Aussage des Sufis Abū Bakr asch-Schiblī: "Dass man mit nichts anderem außer Gott genug hat." Um die große Bedeutung der Armut zu verdeutlichen, verweist er auf den Hadith, demzufolge die Armen unter den Muslimen das Paradies 500 Jahre früher als die Reichen betreten sollen. Nach einer anderen Definition, die der Autor zitiert, ist Sufitum Gedenken mit Zusammensein, Ekstase mit Hören und Handeln mit Nachfolge.
Kapitel 6 behandelt die Frage der "Benennung der Sufis mit diesem Namen". As-Suhrawardī zitiert den von Anas ibn Mālik überlieferten Hadith, demzufolge der Gesandte Gottes so bescheiden war, dass er der Einladung eines Dieners Folge zu leisten pflegte, auf einem Esel zu reiten und sich mit Wolle zu bekleiden. Hierauf stütze sich die Auffassung, dass man die Sufīs im Hinblick auf ihre äußere Kleidung Sufis (ṣūfīya) nenne, weil sie Wolle (ṣūf) trügen. Nach einer anderen Auffassung habe man die Sufis nach der Schattenlaube (ṣuffa) benannt, die in der Zeit des Propheten für die Armen aufgestellt wurde. Diese sprachliche Ableitung, so erklärt der Autor, stimme zwar nicht, sei aber vom Sinn her richtig, da der Zustand der Sufis denen der Ahl as-Suffa ähnlich sei. As-Suhrawardī verweist auf eine Gruppe von Asketen in Chorasan, die in Höhlen wohnten und sich von den Dörfern und Städten fernhielten; diese seien in Chorasan Schikaftīya (von pers. šikaft = Höhle) genannt worden. In Syrien nenne man diese Leute Hungerer (ǧūʿīya). Gott habe diese frommen Menschen im Koran ebenfalls mit verschiedenen Namen erwähnt. Der Name Sufi, der zur Zeit des Gottesgesandten noch nicht existierte, umschließe alle diese verschiedenen Gruppen. Als die Zeit der Sendung (Mohammeds) schon weit zurücklag und die Epoche der Prophetie fernlag, als die Ansichten auseinandergingen, die Denkrichtungen sich vervielfältigten, jeder für sich bei seiner Meinung blieb, da habe sich eine Gruppe alleine auf fromme Werke und hohe Zustände verlegt. Sie übten Verzicht auf das Diesseits, wählten Zurückgezogenheit und Alleinsein und nahmen sich Beträume (zawāyā). Sie nannten sich dann Sufis.

### Der Unterschied zwischen dem Sufi, dem Sufiker und dem Nachahmer (Kap. 7)
Kapitel 7 behandelt den Unterschied zwischen dem Sufi (ṣūfī), dem Sufiker (mutaṣauwif) und dem Nachahmer (mutašabbih). As-Suhrawardī erklärt, dass der Anfang des sufischen Weges Glaube sei, dann komme Wissen (ʿilm), dann Erfahrung (ḏauq). Dem Nachahmer sei der Glaube zu eigen, dem Sufiker das Wissen und dem Sufi die Erfahrung. Dem ehrlichen Sufiker komme ein Anteil am Zustand des Sufis zu und dem Nachahmer ein Anteil am Zustand des Sufikers. Sie alle seien aber Leute des Gedeihens und Erfolgs, die der Kreis der Erwählung umschließe. Dies entnimmt as-Suhrawardī dem Koranvers 35:32, der seiner Auffassung nach auf die drei Gruppen hinweist: "Hierauf haben wir die Schrift denen von unseren Dienern, die wir erwählt haben, zum Erbe gegeben. Die einen von ihnen unterjochen ihre Seele, andere schlagen einen Mittelweg ein, andere gehen mit dem Guten voran."
Der Nachahmer soll nach as-Suhrawardīs Auffassung die Sufis begleiten, weil "die Nähe zu ihnen die Voraussetzung für alles Gute ist" (al-qurb min-hum muqaddima li-kull ḫair). As-Suhrawardī zitiert den Sufi Ahmad al-Ghazālī mit der Aussage, dass man auch den Nachahmer mit der Chirqa bekleiden solle, weil ihn dies zu ihren Sitzungen und Versammlungen hinbringe, und er so etwas von ihrem Segen und ihren Zuständen erreiche. Außerdem zitiert er al-Dschunaid mit der Anweisung, bei Personen, die sich gerade erst der Sufik zuwenden, nicht mit Wissen, sondern mit Milde anzufangen.

### Malāmatīya und Qalandarīya (Kap. 8 und 9)
Kap. 8 behandelt den Malāmatī und seinen Zustand. As-Suhrawardī verweist hier zunächst auf die Aussage, dass ein Malāmatī ist, wer nichts Gutes zeigt und nichts Schlechtes verbirgt. Dazu erklärt er, dass der Malāmatī die Aufrichtigkeit (iḫlāṣ) und Ehrlichkeit (ṣidq) verwirkliche und darum nicht gerne habe, dass man um seinen Zustand und seine Taten wisse. Von as-Sulamī zitiert er die Aussage, dass die Malāmatīs vier Arten von Dhikr haben: das Gedenken mit der Zunge, das Gedenken mit dem Herzen, das Gedenken mit dem Geheimnis und das Gedenken mit dem Geist.
In Kap. 9, das denjenigen gewidmet ist, "die sich zu den Sufis rechnen, aber nicht zu ihnen gehören", befasst sich as-Suhrawardī mit dem Unterschied zwischen dem Malāmatī und dem Qalandar. Während er die Malāmatīs als eine ehrenwerte Gruppe beschreibt, die danach strebt, ihre spirituellen Errungenschaften zu verbergen, spricht er den Qalandarīya die Zugehörigkeit zur Sufik ab, weil sie von der "Trunkenheit des Vergnügtseins ihrer Herzen" beherrscht sind, die eingebürgerten Sitten (ʿādāt) verderben, die Bindung an die gesellschaftlichen Umgangsformen abwerfen und sich bei den gottesdienstlichen Handlungen lediglich auf die Pflichthandlungen beschränken und sich nichts daraus machen, weltlichen Genüssen nachzugehen, wenn dies aufgrund einer Ruchsa erlaubt ist. Gewisse Verführte, so erklärt as-Suhrawardī, nennen sich selber Malāmātīs und tragen die Tracht der Sufis, um zu den Sufis gerechnet zu werden. Sie hätten aber nichts mit den Sufis gemein, sondern lebten in Verblendung und Irrtum, verkleideten sich, bald aus Vorsicht, bald aus Anmaßung mit der Kleidung der Sufis und schlügen den Weg der Libertinisten (ahl al-ibāḥa) ein. Sie behaupteten, ihr Innerstes sei zu Gott gelangt. Sich den Formalitäten der Scharia zu unterwerfen, sei dagegen die Stufe der gewöhnlichen Gläubigen und derjenigen, die nur geringen Verstand haben und sich auf Taqlīd beschränken. As-Suhrawardī weist diese Auffassung als Irrglauben zurück.

### Der Scheich und der Diener (Kap. 10–11)
Kapitel 10 behandelt den Rang des Scheichtums. As-Suhrawardī erklärt hier, dass es bei den Frommen und Beschreitern des mystischen Weges vier Arten gibt: 1. den einfachen Schreitenden (sālik), 2. den einfachen Hinangezogenen (maǧḏūb), 3. den vom Hinangezogensein erreichten Schreitenden (sālik mutadārak bi-l-ǧaḏba) und 4. den vom Schreiten erreichten Hinangezogenen (maǧḏūb mutadārak bi-s-sulūk). Der einfache Schreitende und der einfache Hinangezogene sind seiner Meinung nach nicht zum Scheichtum befähigt. Den vollkommensten Standplatz im Scheichtum (al-maqām al-akmal fī l-mašyaḫa) erreiche nur der vom Schreiten erreichte Hinangezogene.
As-Suhrawardī unterscheidet zwei Arten von Scheichen. Der Scheich auf dem Weg der Liebenden sei frei von der Sklaverei der Seele, verbleibe jedoch manchmal unter der Sklaverei des Herzens. Der Scheich auf dem Weg der Geliebten sei jedoch sowohl von der Sklaverei der Seele als auch von der Sklaverei des Herzens frei. Die Seele sei ein finsterer, irdischer Schleier, das Herz ein lichthafter, himmlischer Schleier. Derjenige, der sich von beiden befreit habe, gehöre seinem Herrn, nicht seinem Herzen, er diene Gott in Wahrheit und glaube an ihn in Ehrlichkeit.
Kapitel 11 behandelt die Position des Dieners (ḫādim), der unterhalb des Scheichs steht. Er nimmt denen, die sich Gott zuwenden, die Alltagsgeschäfte ab und tut das für Gott in frommer Absicht. Da Diener üblicherweise für die Armen Aufwendungen tätigen, kommt es gelegentlich zur Verwechslung zwischen Dienern und Scheichen, vor der as-Suhrawardī die Sufis warnt. Derjenige, der nicht wegen des Wohlgefallens Gottes dient, sondern wegen der Anerkennung durch die Menschen, ist nach as-Suhrawardī kein Diener, sondern nur jemand, der zu dienen vorgibt (mutaḫādim).

### Der sufische Flickenrock (Kap. 12)
Kapitel 12 handelt von dem Flickenrock (Chirqa) der Sufis. Der Autor erklärt, dass das Anlegen des Flickenrocks eine Verbundenheit zwischen dem Scheich und dem Murīd herstellt und letzterer damit den Scheich zum Schiedsrichter über sich selbst macht. Grundlage für dieses Ritual in der Sunna sei der Hadith, wonach Mohammed einst der abessinischen Sklavin Umm Chālid ein kleines schwarzes Obergewand umlegte. Allerdings gibt es seiner Auffassung nach noch ein anderes Vorbild für den Flickenrock, nämlich das Hemd aus paradiesischer Seide, das der Erzengel Gabriel Abraham anzog, als dieser nackt ins Feuer geworfen wurde. Als er starb, soll es Isaak geerbt haben, und nach ihm Jakob, schließlich soll es Josef angezogen haben, als man ihn in die Zisterne geworfen hatte.
Der Autor erklärt, dass es zwei Arten von Flickenröcken gebe, den Noviziatsrock (ḫirqat al-irāda) und den Segensrock (ḫirqat at-tabarruk). Der Noviziatsrock sei für den Murīd gedacht, der Segensrock für den Nachahmer. Der Träger des Segensrocks sei dazu angehalten, sich an die Vorschriften des Religionsgesetzes zu halten und den Verkehr mit der Gemeinschaft der Sufis zu suchen, um sich auf diese Weise für den Noviziatsrock zu qualifizieren. Eine Anekdote, die der Autor zitiert, macht deutlich, dass Sufis, die deswegen schmutzige Kleidung tragen, weil sie wegen der gottesdienstlichen Übungen keine freie Zeit zum Waschen haben, kein Vorwurf zu machen ist. Am Schluss des Kapitels macht der Autor deutlich, dass es dem Scheich freistehe, die Chirqa zu verleihen oder nicht, da es eine Generation von frommen Altvorderen (as-salaf aṣ-ṣāliḥ) gab, die dieses Symbol nicht kannte.

### Das Leben im Ribāt (Kap. 13–15)
Kapitel 13–15 handeln vom Leben im Ribāt. As-Suhrawardī erklärt, dass Ribāt eigentlich den Ort bezeichnet, an dem die Pferde festgebunden werden (yurbaṭu). Daher sage man für jede Frontlinie, deren Besatzung die Bewohner des Hinterlandes verteidige, Ribāt. Der im Ribāt postierte Kämpfer verteidige also die, die sich weiter hinten aufhalten. Und durch den im Gehorsam gegen Gott im Ribāt Stationierten, und durch sein Bittgebet werde das Unheil von Land und Leuten ferngehalten. Der Ribāt diene aber auch dem Dschihad gegen die Seele. As-Suhrawardī verweist hier auf den Asketen ʿAbdallāh ibn al-Mubārak, der den Dschihad definiert hatte als "Dschihad gegen die Seele und die Lust". Dies, so kommentiert as-Suhrawardī, sei der wahre Dschihad, nämlich der große Dschihad, entsprechend dem, was vom Gottesgesandten überliefert werde, dass er nämlich bei der Rückkehr von einem Kriegszug sagte: "Wir sind vom kleinen Dschihad zum großen Dschihad zurückgekehrt."
Der Autor beschreibt, dass es im Ribāt junge Männer, Alte, Diener und solche gebe, die in Klausur (ḫalwa) leben. Angesichts der Bedürfnisse der Nafs (Schlafen, Ruhen usw.) seien die Alten eher für die Zellen (zawāyā) geeignet. Für den jungen Mann sei es dagegen besser, wenn er im Gemeinschaftsraum (bait al-ǧamāʿa) sitze, weil er so besser in Schranken gehalten und erzogen werde. Wenn aber bei den jungen Leuten sinnloses Geschwätz und Lärm eintrete, dann solle der alte Mann lieber dem jungen Mann seine Zelle überlassen, damit dieser sich von den anderen absondere. Diejenigen, die gerade erst in den Ribāt eingetreten seien, sollten sich dem Dienen verschreiben und es als Gottesdienst betrachten. Wenn Bewohner des Ribāts aneinandergerieten, solle sie der Scheich oder der Diener zurechtweisen und einer scharfen Befragung (niqār) unterziehen, weil sie beide aus dem Kreis der Gemeinschaftlichkeit (dāʾirat al-ǧamʿīya) herausgetreten seien. Der Autor erklärt, dass Sufi-Scheiche die jungen Männer immer mit Diensten beauftragen sollen, um sie vor Müßiggang zu bewahren.

### Das Reisen (Kap. 16–18)
Kapitel 16 behandelt das Leben auf Reisen und an einem festen Wohnsitz. As-Suhrawardī erklärt, dass sich die Sufi-Scheiche unterschiedlich verhalten: Manche von ihnen reisten am Anfang und wählten am Ende einen festen Wohnsitz, andere von ihnen blieben am Anfang daheim und reisten am Ende, wiederum andere blieben daheim und reisten gar nicht, und schließlich gebe es solche, die ständig unterwegs seien und keine Bleibe wollten. Mit den etymologischen Assoziationen des Wortes safar ("Reise") spielend, erklärt der Autor, dass Reise deshalb safar genannt werde, weil sie die Charaktereigenschaften enthülle (yusfiru).
In Kapitel 17 liefert der Autor mehrere Listen von Gegenständen, die auf einer Reise dabei sein müssen. So soll der Sufi Ibrāhīm al-Chauwās nie ohne vier Dinge unterwegs gewesen sein: Topf, Schnur, Nadel nebst Faden und Schere. Mohammed soll auf Reisen stets fünf Dinge mit sich geführt haben: Spiegel, Kuhl-Döschen, Haarnadel, Siwāk und Kamm oder Schere.

### Lebensunterhalt, Ehe und Ehelosigkeit (Kap. 19–21)
Kapitel 19 handelt von dem Zustand des Sufis, der einem Erwerb nachgeht. Der Autor erklärt, dass der Arme, solange es möglich ist, nicht betteln darf. Der Prophet habe durch Einflößung von Furcht und Weckung von Verlangen dazu angespornt, das Betteln (suʾāl) zu unterlassen. Jemand, der Brennholz sammele und sich davon ernähre und Almosen gebe, sei besser als jemand, der bettele, denn die obere Hand sei besser als die untere. Am Ende des Kapitels geht es um die Auslegung des Prophetenworts: "Das Erlaubteste, was ein Gläubiger isst, kommt vom Erwerb seiner Hand." Ein Sufi-Scheich hatte das in der Weise ausgelegt, dass dieser Erwerb das Bitten in der Not sei. Scheich Abū Tālib al-Makkī, aus dessen Werk as-Suhrawardī die Aussage zitiert, hatte diese Auslegung abgelehnt. As-Suhrawardī dagegen verteidigt den Sufi-Scheich gegen die Kritik Abū Tālib al-Makkīs und äußert die Vermutung, dass der Scheich mit dem Erwerb der Hand nicht das Betteln, sondern das Erheben der Hände zum Duʿā' in der Not gemeint habe. Und das gehöre doch zum Erlaubtesten, was man essen könne, wenn Gott die eigene Bitte erhöre und einem die Nahrung zuführe. Kapitel 20 handelt von denjenigen, die sich von "Eröffnungen" (futūḥ), also nicht erbettelten Almosen, ernähren.
Kapitel 21 befasst sich mit Ehelosigkeit und Heirat bei den Sufis und der Richtigkeit ihrer Ziele. Der Autor versucht, die Frage in ausgewogener Weise zu behandeln, und trägt vor, dass es zu dem Vorzug von Ehelosigkeit und Heirat einander widersprechende Überlieferungen gibt. Er erklärt, dass die Rede des Gottesgesandten in dieser Sache deshalb so verschiedenartig sei, weil die Zustände der Menschen verschiedenartig sind: es gebe unter ihnen solche, für die das Ledigsein besser sei, und solche, für die das Verheiratetsein besser sei. Im weiteren Verlauf seiner Ausführungen macht as-Suhrawardī aber deutlich, dass er die Ehelosigkeit doch für den besseren Zustand hält. Hierbei beruft er sich unter anderem auf das angebliche Prophetenwort, dass nach dem Jahre 200 derjenige am besten dran ist, der keine Frau und keine Kinder hat.

### Musikhören (Kap. 22–25)
Die Kapitel 22–25 behandeln sehr ausführlich das Musikhören (samāʿ). Der Autor verweist auf die Aussage von Abū l-Hasan ibn Sālim, der auf die Frage, warum er das Hören ablehnte, antwortete: "Wie sollte ich das Hören ablehnen, wo es doch bessere als ich für erlaubt hielten und gehört haben. Auch Dschaʿfar at-Taiyār hörte. Abzulehnen ist nur der Zeitvertreib und die Spielerei beim Hören." Der Autor bringt zum Ausdruck, dass er dieses Urteil für richtig hält. Wenn aber die Stimme von einem verführerischen bartlosen Jüngling oder einer Nicht-Mahram-Frau komme, so erklärt er, sei das Hören immer verboten, weil in diesem Fall für den Hörenden eine Versuchung (fitna) zu befürchten sei. Die Stimme selbst sei dabei nicht das Verbotene; vielmehr werde das Verbot nur wegen der drohenden Versuchung aus Gründen der Zweckmäßigkeit auf sie ausgedehnt. Wer aber Musikhören vollständig ablehnt, ist nach as-Suhrawardī wie ein Impotenter (ʿinnīn), der nicht die Wonne des Geschlechtsverkehrs kennt, oder ein Blinder, der nicht die glanzvolle Schönheit zu genießen vermag. Insgesamt wird das Musikhören aber sehr zurückhaltend und differenziert beurteilt: es sei eher eine Konzession als ein erstrebenswertes Mittel zur Vollkommenheit, so dass seiner Erlaubtheit strenge Grenzen zu setzen seien.
As-Suhrawardī setzt sich auch mit der Affektiertheit (takalluf) beim Samāʿ auseinander und erklärt, dass man zwei Arten von Affektiertheit unterscheiden müsse: 1. Wenn der Hörende deshalb affektiert sei, weil er Rang und diesseitigen Nutzen suche, sei das als Täuschung und Verrat zu beurteilen; 2. Wenn er dagegen mit der Affektiertheit die Wirklichkeit suche, dann sei dies wie ein vorgetäuschtes Weinen zu beurteilen, das als empfehlenswert gilt. Insgesamt urteilt as-Suhrawardī, dass der Samāʿ verzichtbar ist, weil es im Hörenden nichts Neues erzeugt, sondern nur bewegt, was im Herzen ist.

### Die vierzigtägige Einkehr (Kap. 26–28)
Die Praxis der vierzigtägigen Einkehr (arbaʿīnīya) wird in den Kapiteln 26 bis 28 behandelt. Zur Begründung dieser Praxis beruft sich der Autor auf das angebliche Prophetenwort: "Wer Gott vierzig Tage aufrichtig widmet, auf dessen Zungen erscheinen die Quellen der Weisheit aus seinem Herzen." Außerdem weist seiner Auffassung nach die koranische Geschichte von Mose, der sich vierzig Tage zurückzieht und dann mit Gott spricht (Sure 7:142), auf diese Praxis hin.
In Kapitel 28 werden Erklärungen über die Art, wie man in die vierzigtägige Klausur eintritt, gegeben: der Novize, der diesen Weg beschreiten wolle, solle sich vom Diesseits freimachen, seinen ganzen Besitz weggeben, einen vollständigen Ghusl vollziehen, zwei Rakʿas beten, mit Weinen, Flehen und Selbsterniedrigung von seinen Sünden zu Gott umkehren, sein Geheimes und Sichtbares in Einklang bringen, keinerlei Groll, Falschheit, Hass, Neid und Verrat in sich tragen, dann am Ort seiner Klausur niedersitzen und ihn nur zum Freitagsgebet verlassen.

### Sufische Charaktereigenschaften (Kap. 29–30)
Die Kapitel 29 und 30 sind der Darstellung der Charaktereigenschaften (aḫhlāq) der Sufis gewidmet. In dem einführenden Kapitel 29 zitiert der Autor den Propheten mit den Worten: "Ich bin gesandt worden, damit ich die edlen Charaktereigenschaften (makārim al-aḫlāq) enthülle." Die große Bedeutung des guten Charakters (ḥusn al-ḫulq) ruft er seinen Lesern mit einem Hadith ins Gedächtnis, demzufolge der Gottesgesandte einst sagte: "Zu denen, die mir unter euch am liebsten sind und die am Auferstehungstage die mir nächsten Plätze einnehmen werden, gehören die mit den schönsten Charaktereigenschaften."
Den Sufi-Scheich Abū Bakr al-Kattānī (gest. 934) zitiert as-Suhrawardī mit den Worten: "Sufitum ist Charakter. Wer dich im Charakter wachsen lässt, lässt dich im Sufitum wachsen."
Kapitel 30 behandelt die Charaktereigenschaften, die die Sufis besitzen müssen, im Einzelnen. Hierzu gehören Demut (tawāḍuʿ), Menschenfreundlichkeit (mudārāt), Altruismus (īṯār), Großmut (saḫāʾ), Verzeihen (ʿafw), Fröhlichkeit und Heiterkeit des Gesichts, Umgänglichkeit, Verzicht auf Affektiertheit, das Ausgeben ohne zu knausern und der Verzicht auf das Vorrätehalten, die Absage an das Streiten, herzliche Verbundenheit mit den Brüdern, Dankbarkeit gegenüber dem Wohltäter und die Bereitschaft, das eigene Ansehen für die Brüder und Muslime insgesamt zu opfern. Als Beispiel für Demut verweist der Autor auf seinen Onkel und Lehrer Abū n-Nadschīb as-Suhrawardī, der einst auf einer Reise in Syrien Kriegsgefangene von den Kreuzfahrern, die ihnen in Ketten das Essen brachten, niedersitzen ließ, damit sie selbst etwas von dem Essen bekamen, und sich dann zu ihnen setzte.

### Sufische Verhaltensregeln (Kap. 31–55)
Kapitel 31 stellt die große Bedeutung von (Adab) im Sufitum heraus. Der Autor zitiert einen Hadith, demzufolge Mohammed sagte, dass sein Herr, also Gott, ihn schön mit guten Sitten (ādāb) ausgestattet habe. Der Autor erklärt, dass Adab die Reinigung des Äußeren und Inneren ist. Wenn das Äußere und Innere des Menschen gereinigt sei, sei er ein wohlgesitteter Sufi (ṣūfī adīb). Im Gegensatz zur unveränderlichen physischen Konstitution sei eine positive Veränderung der Charaktereigenschaften möglich, dies weil Gott den Menschen für die gute Sitte und die edlen Charaktereigenschaften befähigt habe. Das Diktum eines gewissen Yūsuf ibn al-Husain verdeutlicht, dass Adab eine unverzichtbare Grundlage auf dem mystischen Weg darstellt: Demnach versteht man durch Adab das Wissen, durch Wissen kommt das Handeln (ʿamal) in Ordnung, durch das Handeln erlangt man die Weisheit (ḥikma), auf der Weisheit beruht der Verzicht (zuhd), durch den Verzicht gibt man das Diesseits auf, durch das Aufgeben des Diesseits entsteht Verlangen nach dem Jenseits, und durch das Verlangen nach dem Jenseits erlangt man den hohen Rang bei Gott. Ein anderes Diktum, das der Autor zitiert, stammt von ʿAbdallāh ibn al-Mubārak. Es besagt, dass derjenige, der den Adab geringschätzt, letztendlich mit dem Verlust der Erkenntnis bestraft wird.

#### Verhaltensregeln beim Gottesdienst (Kap. 33–41)
In einer Reihe von langen Kapiteln befasst sich der Autor mit den sufischen Verhaltensregeln für den Gottesdienst, so die rituelle Reinheit (Kap. 33), Wudū' und Ghusl (Kap. 34–35), das Ritualgebet (Kap. 36–38), das Fasten und Fastenbrechen (Kap. 39–41), wobei er jeweils ihr Verhältnis zur spirituellen Entwicklung erörtert.
In Kapitel 36, das sich mit der Vorzüglichkeit des Ritualgebets befasst, verweist der Autor zunächst auf die koranische Aussage in Sure 23:2: "Wohl ergeht es den Gläubigen, die in ihrem Gebet demütig sind". Anschließend zitiert er einen Hadith, demzufolge Gott, wenn der Mensch die Fātiha spricht, ihm auf jede der einzelnen Phrasen antwortet. Dazu erklärt der Autor, dass das Ritualgebet eine Beziehung zwischen Herr und Knecht ist, nicht zwischen Gott und Knecht. Pflicht des Menschen sei es, sich im Angesicht der Gottesherrlichkeit in Form der Knechthaftigkeit zu demütigen. Gott habe die fünf Ritualgebete verpflichtend gemacht, wie es aus dem Hadith hervorgehe, wonach das Ritualgebet die Stütze der Religion ist und derjenige, der es aufgibt, ein Ungläubiger. Mit dem Ritualgebet, so erklärt der Autor weiter, verwirkliche der Betende die Knechthaftigkeit. Wenn der Mensch sich zum Gebet anschicke, entferne Gott den Schleier zwischen ihm und sich und wende ihm sein gnädiges Antlitz zu, Engel stellten sich auf seine Schulter, beteten mit ihm und sprächen das Amen zu seinem Bittgebet.

#### Verhaltensregeln für den Alltag (Kap. 42–50)
Die Kapitel 42 bis 50 befassen sich mit Verhaltensregeln für den Alltag. Kapitel 42 und 43 behandeln die Nahrungsaufnahme, Kapitel 44 Fragen der Kleidung, Kapitel 45 bis 48 die Verhaltensregeln für Schlafen und Wachen und schließlich die Kapitel 49 und 50 die Aufteilung des Tages auf die verschiedenen Handlungen. Bezüglich der Frage der Kleidung berichtet der Autor von seinem Onkel Abū n-Nadschīb as-Suhrawardī, dass er sich auf keine Kleidung festlegte, sondern das trug, was sich gerade ergab.

#### Das Verhältnis zwischen Scheich und Murīd und die Gefährtenschaft (Kap. 51–55)
In den Kapiteln 51 und 52 behandelt as-Suhrawardī das Verhältnis zwischen Scheich und Murīd. Der Autor verweist zunächst auf das Koranwort in Sure 49:1 "Ihr Gläubigen! Macht eucht nicht vor Gott und seinem Gesandten wichtig" und erklärt dann, dass es zur guten Sitte des Murīd beim Zusammensein mit dem Scheich gehöre, dass er sich an das Schweigen halte und in seiner Gegenwart ein schönes Wort erst dann äußere, nachdem er vom Scheich die Genehmigung dazu erhalten habe. Das Verhalten des Murīd gegenüber seinem Scheich solle jemandem gleichen, der am Gestade eines Meeres sitze und darauf warte, dass ihm etwas zum Unterhalt zugeführt werde. Wenn er sich auf das konzentriere, was ihm durch das Wort des Scheichs zukomme, verwirkliche er damit den Standplatz seines Suchens und Strebens nach Fortschritt durch Gottes Huld. Seine Aufmerksamkeit solle er auf die Unklarheiten seines Zustands richten, um diese durch Befragung des Scheichs zu erkunden.
Daneben zitiert der Autor auch Sure 49:2: "Erhebt Eure Stimme nicht über die des Propheten". Er erklärt, dass sich dieser Vers auf einen Schwerhörigen bezog, der in Gegenwart Mohammeds sehr laut zu reden pflegte. Gott habe ihn offenbart, um ihn und andere zu erziehen. Das Erheben der Stimme sei das Weglegen des Gewandes der würdevollen Zurückhaltung. Für den Novizen sei es nützlicher, wenn er sich in seinen Scheich versenke, indem er den Blick auf ihn richte, als wenn er dem Musikvortrag lausche.
Umgekehrt, so erklärt der Autor, soll sich der Scheich seinem Murīd gegenüber wie ein Ratgeber und Vater verhalten. Er soll den Zustand des Murīd ernsthaft prüfen und vermittels des Lichtes des Glaubens mit seinem Tiefblick in ihm wahrnehmen, was man von ihm und seiner Befähigung erwarten kann. Zu den Aufgaben des Scheichs gehöre außerdem, dass er mit den Murīden schöne Sanftmut übe, bezüglich der den Scheichen geschuldeten Verehrung und Hochachtung nicht auf seinem Recht bestehe und sich der Demut befleißige.
In den Kapiteln 53 bis 55 werden Verhaltensregeln für die Gefährtenschaft (ṣuḥba) formuliert. Der Autor erklärt, dass der Nutzen der Gefährtenschaft darin besteht, dass es die Poren des Inneren öffne. Der Mensch erwerbe dadurch das Wissen von den äußeren Geschehnissen, und es entstünden gegenseitige Hilfe und Zusammenarbeit. Zu den Pflichten der Gefährtenschaft gehöre, dass man der Trennung voneinander von seinem Bruder nur Gutes sage. Zu den guten Sitten der Gefährtschaft gehören Gefügigkeit und Abkehr von Aggressivität, Liebenswürdigkeit und Verzicht auf Schmeichelei und das Halten der ausgewogenen Mitte zwischen Verschlossenheit und Ungeniertheit.

### Mystische Psychologie (Kap. 56–57)
Kapitel 56, das mit "Die der Selbsterkenntnis des Menschen und die Enthüllungen der Sufis darüber" überschrieben ist, behandelt das Verhältnis zwischen Geist, Seele, Herz, Geheimnis und Verstand.
- Geist (rūḥ). Der Autor zitiert eine große Anzahl verschiedener Meinungen zur Beschaffenheit des Geistes und erklärt anschließend, dass es seiner Meinung nach zwei Geister gibt: 1. den menschlichen (insānī), translunaren, himmlischen Geist, der zur Welt des Befehls gehöre, wie es auch in Sure 17:85 heißt, und 2. den menschlichen (bašarī) Lebensgeist, der zur Welt der Schöpfung gehöre. Letzterer sei das Substrat und der Bestimmungsort des translunaren Geistes. Der Lebensgeist sei körperhaft, subtil, Träger der der Sinneswahrnehmung und der Bewegung, gehe vom Herzen aus und breite sich im Inneren der Blutgefäße aus. Dieser Geist sei allen Lebewesen zu eigen.[101]
- Seele (Nafs). Der Autor erklärt, dass durch das Eintreten des translunaren Geistes in den Lebensgeist dieser sich von den Geistern der übrigen Lebewesen zu unterscheiden beginnt. Er gewinne eine andere Eigenschaft, werde zur Seele und zum Substrat für Rede und Eingebung. Der Autor verweist auf das Koranwort in Sure 91:7-8 und erklärt, dass die Formung der Seele dadurch geschieht, dass der translunare Geist auf sie kommt und sie von der Gattung der Geister der Tiere trennt. Das Ruhen des translunaren Geistes beim Lebensgeist sei wie das Ruhen von Adam bei Eva in Sure 7:189.[102]
- Herz (qalb). Vom Ruhen des Geistes bei der Seele, so erklärt der Autor, entsteht das Herz. Mit Herz sei dabei die feinstoffliche Substanz (laṭīfa) gemeint, dessen Sitz der betreffende Fleischklumpen sei. Während der Fleischklumpen zur Welt der Schöpfung gehöre, gehöre die feinstoffliche Substanz zur Welt des Befehls.[103] Ein Hadith, den der Autor zitiert, besagt, dass es viererlei Herzen gibt: (1) das aufrichtige Herz des Gläubigen, in dem sich eine Lampe befindet; (2) das schwarze, verkehrte Herz des Ungläubigen; (3) das an eine Beziehung gefesselte Herz des Heuchlers und (4) das schwankende Herz, in dem Glaube und Heuchelei gleichzeitig wohnen, wobei je nach Situation mal das eine oder andere überwiegt.[104]
- Geheimnis (sirr). Der Autor erklärt, dass es unter den Sufis sehr unterschiedliche Auffassungen dazu gebe: Manche von ihnen hielten es für jenseits des Herzens und diesseits des Geistes gelegen, andere für jenseits des Geistes und für höher als diesen. Im Gegensatz zu Geist, Seele, Herz und Verstand sei das Geheimnis in der Rede Gottes nicht erwähnt. Der Autor selbst vertritt die Auffassung, dass das Geheimnis kein in sich bestehendes Ding ist, sondern eine Eigenschaft, die zum Herzen hinzutritt, wenn es sich von seiner Wohnstätte entfernt und zum Geist hinstrebt, während der Geist zu den Gefilden der Gottesnähe emporsteigt.[105]
- Verstand (ʿaql). Der Autor erklärt, dass er Zunge des Geistes (lisān ar-rūḥ) und Interpret des inneren Gesichtssinns (baṣīra) ist. Er zitiert einen Hadith, demzufolge der Prophet danach gefragt wurde, durch was die Menschen einander überragen, und darauf die Antwort gab: "Durch den Verstand bezüglich des Diesseits und des Jenseits."[106] Hierzu erklärt der Autor, dass es zwei Arten von Verstand gebe, eine, durch die man die Sache seines Diesseits sehe, und eine, durch die man die Sache seines Jenseits sehe.[107] Derjenige, dessen Verstand Erleuchtung durch das Licht des Religionsgesetzes suche, empfange Hilfe vom inneren Gesichtssinn und könne deshalb Einsicht nehmen in die Wesenswelt (malakūt). Die Wesenswelt sei das Innere der geschaffenen Dinge, dessen Enthüllung denjenigen vorbehalten sei, die über den inneren Gesichtssinn verfügten.[108]

Kapitel 57 befasst sich mit der Einteilung von Einfällen (ḫawāṭir). Der Autor zitiert den Scheich Abū Muhammad ibn ʿAbd al-Basrī mit der Aussage, dass es vier Arten von Einfällen gebe: den Einfall von der Seele, den Einfall von Gott, den Einfall vom Satan und den Einfall vom Engel. Zweifel über die Art eines Einfalls ließen sich immer auf einen der vier Gründe zurückführen: 1. zu schwache Gewissheit; 2. ungenügendes Wissen über die Eigenschaften und sittlichen Qualitäten der Seele; 3. Befolgung des Lustverlangens unter Durchlöcherung der Fundamente der Gottesfurcht oder 4. Liebe zum Diesseits, zu diesseitigem Ansehen, diesseitigen Gütern im Streben nach Rang und Würde bei den Menschen. Wer vor diesen vier Dingen bewahrt sei, könne zwischen dem Besuch des Engels und dem Besuch des Satans unterscheiden.

### Mystische Standplätze und Zustände (Kap. 58–62)
Kap. 58 befasst sich mit dem Unterschied zwischen dem "Zustand" (ḥāl) und dem "Standplatz" (Maqām). Der Autor erklärt, dass der Zustand wegen seiner Wechselhaftigkeit (taḥauwul) ḥāl genannt werde, und der Standplatz wegen seiner Beständigkeit und Dauerhaftigkeit Maqām. Ein und dieselbe Sache könne ein Zustand sein und dann ein Standplatz werden. Bei den Scheichen sage man, dass die Standplätze erworbene Dinge seien und die Zustände Gaben.

#### Standplätze (Kap. 59–60)
In Kapitel 59 und 60 werden verschiedene mystische Standplätze dargelegt:
- Umkehr (Tauba). Der Autor erklärt, dass in drei Dingen alle Standplätze und Zustände enthalten sind, nämlich aufrichtiger Umkehr (at-tauba an-naṣūḥ), Verzicht auf das Diesseits (az-zuhd fī d-dunyā) und Verwirklichung des Standplatzes der Dienstbarkeit (taḥqīq maqām al-ʿubūdīya).[113]
- Rechenschaftsforderung (muḥāsaba). Der Autor erklärt, dass die Tauba der Rechenschaftsforderung bedarf und nur durch sie korrekt wird. Die Rechenschaftsforderung komme dadurch zustande, dass man alle seine Atemzüge behüte, seine Sinne zügele, seine Zeiten überwache und den wichtigen Dingen den Vorzug gebe.[114]
- Geduld (ṣabr). Der Autor zitiert Sahl at-Tustarī mit der Aussage, dass es schwieriger sei, das Wohlbefinden geduldig zu ertragen als die Heimsuchung. Ähnlich werde von den Prophetengefährten überliefert, dass sie gegenüber dem Unglück gegenüber geduldig gewesen seien, dem Glück gegenüber jedoch nicht.[115] Wer sich im Äußeren und Inneren vom religiösen Wissen leiten lasse, gelange nur dann zum vollen Erfolg, wenn die Geduld seine feste Bleibe und sein Zuhause sei, denn religiöses Wissen und Geduld hafteten aneinander wie Geist und Leib.[116] Der Autor erklärt, dass es drei Arten von Geduld gibt: Geduld in Gott, Geduld um Gottes willen und Geduld ohne Gott, bei der der Gottesdiener vor seinem Herrn aus Scheu und Ehrerbietung zurückzieht. Diese Geduld ohne Gott gehöre zu den erlesensten Standplätzen der mystischen Schau.[117] Anschließend wird jedoch Dschaʿfar as-Sādiq mit der Aussage zitiert, dass Gott seinem Propheten den höchsten Anteil an der Geduld gegeben habe, insofern er dessen Geduld durch Gott sein ließ, wie es in Sure 16:27 heißt: "Nur durch Gott bist du geduldig".[118]
- Furcht (ḫauf) und Hoffnung (raǧāʾ). Der Autor erklärt, dass die beiden Standplätze im innersten Kern der aufrichtigen Umkehr enthalten sind, da die Furcht den Menschen zur Umkehr bringe und die Hoffnung die Grundlage für die Furcht sei. Furcht und Hoffnung seien somit im Herzen des Gläubigen untrennbar vereint.[119]
- Verzicht (zuhd). Der Autor erklärt, dass der Verzicht vorzüglicher als die Armut ist. Verzicht sei Armut und noch etwas dazu, denn der Arme verliere die Sache gezwungenermaßen, während der Verzichtende sie freiwillig aufgebe.[120]
- Dienstbarkeit (ʿUbūdīya). Der Autor zitiert Sahl at-Tustarī, der auf die Frage, wann der Mensch den Standplatz der Dienstbarkeit einnehme, geantwortet haben soll: "Wenn er das Planen und Wählen aufgibt." Hierzu erklärt der Autor, dass den Menschen, wenn er die Umkehr, den Verzicht und das unablässige Werk für Gott verwirkliche, die Gegenwart von der Zukunft ablenke. Dann gelange er zum Standplatz der Absage an das Planen und Wählen, so dass sein Wählen das Wählen Gottes werde, weil sein Lustverlangen schwinde, sein religiöses Wissen sich mehre und der Stoff des Unwissens aus seinem Inneren ausgeschlossen werde.[121]

Weitere Standplätze, die in Kapitel 60 behandelt werden, sind Gewissenhaftigkeit (waraʿ), Armut (faqr), Dankbarkeit (šukr), Gottvertrauen (tawakkul) und Zufriedenheit (riḍā). Die Reihenfolge, in der sie behandelt werden, entspricht dabei den früheren sufischen Handbüchern.

#### Zustände (Kap. 61–62)
Kapitel 61 und 62 legen verschiedene mystische Zustände dar:
- Nähe (qurb). Der Zustand der Nähe, so erklärt der Autor, sei dem eigen, dessen Seele sich ob der Übermacht seiner Trunkenheit und der Gewalt seiner Auslöschung (maḥw) im Licht seines Geistes verberge. Wenn er wieder nüchtern werde und zu sich komme, befreie sich der Geist von der Seele und die Seele vom Geist und alles am Menschen kehre an seinen Ort und Standplatz zurück.[124]
- Liebe (maḥabba). Der Sufi Abū l-Qāsim an-Nasrābādī wird mit der Aussage zitiert, dass man durch die Befolgung der Sunna die Erkenntnis erlange, durch die Erfüllung der religiösen Pflichten die Nähe und durch die Beharrlichkeit bei freiwilligen Mehrleistungen die Liebe.[125]
- Scham (ḥayāʾ). Der Sufi as-Sarī as-Saqatī (gest. 867) wird mit der Aussage zitiert, dass Scham und Vertrautheit im Herzen umherzögen; fänden sie darin Verzicht und Gewissenhaftigkeit, so ließen sie sich nieder, ansonsten reisten sie wieder ab. Ein anderer Sufi, Abū Sulaimān ad-Dārānī, habe gesagt, dass die Gottesdiener auf der Grundlage von vier Stufen handelten: der Furcht (ḫauf), der Hoffnung (raǧāʾ), der Verherrlichung (taʿẓīm) und der Scham. Den edelsten Rang nehme ein, wer auf der Grundlage der Scham handele.[126]
- Verbundensein (ittiṣāl). Sie führt zu den höchsten Stufen auf dem mystischen Weg, der Wahrheit der Gewissheit (ḥaqq al-yaqīn). Davon soll den besonders Erwählten im Diesseits ein Aufblitzen zuteilwerden. Hierbei ströme das Licht der Schau in das ganze Sein des Menschen, so dass sein Geist, sein Herz, seine Seele, ja selbst sein Leib, es in sich enthielten. Wenn diese Wirklichkeiten sich einstellten, wisse der Mensch trotzdem, dass er sich noch am Anfang des Weges befinde und längst noch nicht an die Ankunft zu denken sei, weil der Weg bis zur Ankunft nicht einmal im ewigen Leben durchschritten werden könne, ganz zu schweigen von dem kurzen diesseitigen Leben.[127]
- Beklommenheit (qabḍ) und Beglückung (basṭ). As-Suhrawardī erklärt, dass Beklommenheit und Beglückung eine bestimmte Zeit haben, vor der und nach der es sie nicht gebe. Diese Zeit liege in den Anfängen des Zustandes der besonderen Liebe und nicht an ihrem Ende. Wer nur auf dem Zustand der allgemeinen Liebe stehe, könne zwar so etwas wie die Zustände der Beklommenheit und Beglückung spüren und halte dies dann dafür, doch sei es das nicht, sondern nur Sorge und naturhafte Heiterkeit, die ihn befielen.[128] Sorge und Heiterkeit, so erklärt der Autor, gehen aus dem Ort und der Substanz der Nafs hervor, weil ihre Eigenschaften fortbestehen; solange auf der Seele etwas von der Ammāra-Eigenschaft zurückbleibe, gehörten zu ihr die Heiterkeit und die Sorge.[129]
- Entwerden (Fanā') und Bestehen (baqāʾ). Der Autor setzt sich mit Aussage auseinander, dass Entwerden und Bestehen für den Menschen bedeute, dass er ein Entwerdender hinsichtlich der Zuwiderhandlungen werde und ein Bestehender hinsichtlich der Einwilligungen. Seiner Ansicht nach ist dies jedoch nur eine zutreffende Beschreibung der aufrichtigen Tauba, während es mit dem Entwerden und Bestehen nichts zu tun hat. Auf das Entwerden weise vielmehr der Bericht hin, wonach ʿAbdallāh ibn ʿUmar, als man ihn grüßte, während er die Kaaba umkreiste, den Gruß nicht erwiderte und das später damit begründete, dass er auf Gott geschaut habe.[130] Das Entwerden, so erklärt der Autor, eingeteilt in ein äußeres und ein inneres Entwerden. Das äußere Entwerden bestehe darin, dass Gott sich auf dem Weg der Taten enthülle und dem Menschen sein eigenes Wählen und Wollen entreiße, so dass dieser weder sich noch einem anderen Handeln zuspreche außer durch Gott. Das innere Entwerden bestehe darin, dass ihm bald die göttlichen Eigenschaften enthüllt würden und bald die Spuren der Majestät des göttlichen Wesens. Die Sache Gottes bemächtige sich dann seines inneren Wesens, so dass ihm keine Einsprechung noch Einflüsterung mehr bleibe.[131] Wenn aber Gott jemanden sein Selbstwählen besitzen lasse und ihm die Freiheit im Verfügen schenke, dann sei er ein Bestehender. Er befinde sich auf einem Standplatz, wo ihn weder Gott von den Menschen trenne noch die Menschen ihn von Gott trennten. Das äußere Entwerden, so erklärt der Autor, ist den Besitzern der Herzen und der Zustände zu eigen, das innere Entwerden demjenigen, der von der Fessel der Zustände frei geworden und in Gott ist, nicht in den Zuständen. Er sei aus dem Herzen herausgetreten und daher bei dem, der es verwandelt (al-muqallib), nicht bei seinem Herzen.[132]
- Vereinigung (ǧamʿ) und Trennung (tafriqa). As-Suhrawardī erklärt, dass die Sufis mit "Vereinigung" auf die Isolierung des Einheitsbekenntnisses hinweisen und mit "Trennung" auf die menschliche Aneignung. Demnach gebe es die Vereinigung nur durch die Trennung. Die Vereinigung sei die Bestimmung des Geistes, die Trennung die Bestimmung des Leibes, und solange diese Zusammensetzung bestehenbleibe, brauche man unbedingt die Vereinigung und die Trennung.[133] Man könne auch sagen: Auf die eigenen Werke zu sehen ist Trennung, auf die göttlichen Attribute zu sehen ist Vereinigung, und auf das göttliche Wesen zu sehen die Vereinigung der Vereinigung (ǧamʿ al-ǧamʿ).[134]

Weitere mystische Zustände, die in Kapitel 62 behandelt werden, sind Selbstenthüllung (taǧallī), Ekstase (waǧd), Trunkenheit (sukr) und Nüchternheit (ṣaḥw), Tilgung (maḥw) und Befestigung (iṯbāt), das Wissen der Gewissheit (ʿilm al-yaqīn), das Wesen der Gewissheit (ʿain al-yaqīn) und die Wahrheit der Gewissheit (ḥaqq al-yaqīn).

### Anfänge und Endstadien (Kap. 63)
In seinem Schlusskapitel erklärt der Autor, worauf Anfänger und Fortgeschrittene auf dem mystischen Weg besonders zu achten haben. Er erklärt, dass auch der Vollendete trotz der Vollkommenheit seines Zustandes nicht darauf verzichten könnte, seine Seele zu zügeln, ihr die Gegenstände ihrer Lust vorzuenthalten und ein gewisses Ma an zusätzlichem Fasten und Wachen und verschiedenen guten Werken auf sich zu nehmen.

## Wirkungsgeschichte
As-Suhrawardīs Werk hat in kurzer Zeit schon sehr weite Verbreitung gefunden. Dies liegt daran, dass es der Autor ab 1208 in seinem Unterricht verwendete, der von Muslimen aus der gesamten islamischen Welt besucht wurde. Hierbei erhielten die Schüler von as-Suhrawardī auch eine Idschāza für die Übermittlung des Werks in ihren Heimatländern. Einige dieser von as-Suhrawardī ausgestellten Idschāzas sind in Handschriften erhalten. Anhand dieser Idschāzas lässt sich die Verwendung des Werks in as-Suhrawardīs Unterricht dokumentieren. Eine von ihnen ist auf das Jahr 612 d.H. (1215/16 n. Chr.) ausgestellt, eine andere auf Mitte Muharram 624 (Januar 1227 n. Chr.).
In seinen letzten Jahren scheint as-Suhrawardī sein Werk auch in Mekka während der Haddsch-Saison verbreitet zu haben. Dies geht aus zwei Idschāzas hervor, die er im Dhū l-Hiddscha 627 (= Oktober/November 1230) in Mekka Personen ausgestellt hat, die bei ihm das Werk gehört hatten. Der Empfänger der einen Idschāza war der Inder Bahā' ad-Dīn Zakarīyā (gest. 1262), der Empfänger der anderen der Ägypter Ibn al-Qastallānī (gest. 1287).

### Indischer Subkontinent

#### Suhrawardīya-Orden

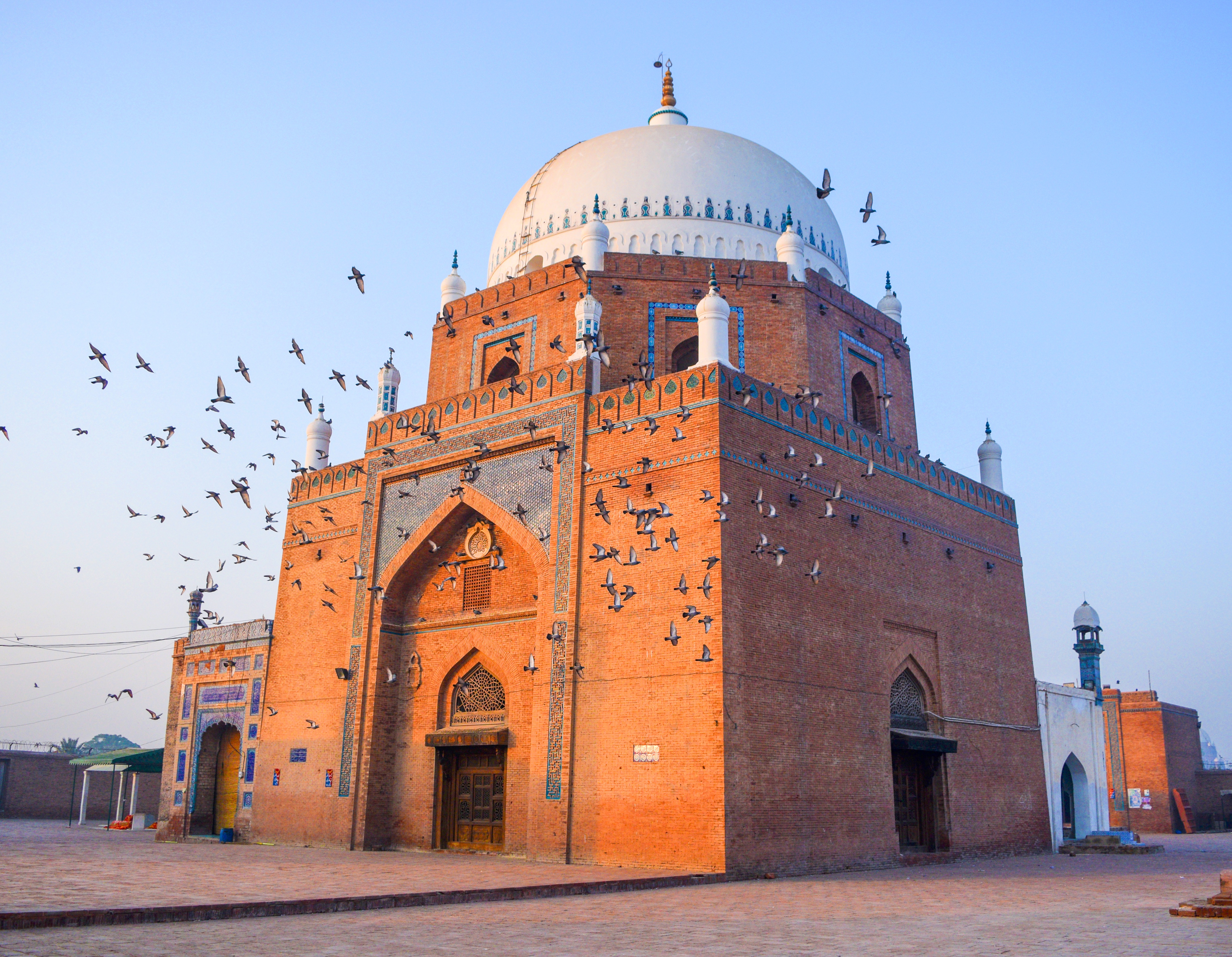
Der Schrein von Bahā' ad-Dīn Zakarīyā, dem Begründer des indischen Zweigs der Suhrawardīya in Multan

Bei der Vermittlung und Verbreitung der Ideen ʿUmar as-Suhrawardīs auf den Indischen Subkontinent spielten direkte Schüler von ihm eine große Rolle. Zu ihnen gehörten Turk Biyābānī, Diyā' ad-Dīn Rūmī, Qādī Hamīd ad-Dīn Nāgaurī (gest. 1244) und Nūr ad-Dīn Mubārak Ghaznawī (gest. 1249) aus Delhi, Dschalāl ad-Dīn Tabrīzī (gest. 1244) aus Bengalen sowie der bereits genannt Bahā' ad-Dīn Zakarīyā aus Multan, der als der eigentliche Begründer des indischen Zweigs des Suhrawardīya-Ordens gilt. Bahā' ad-Dīn Zakarīyā hatte as-Suhrawardī in Bagdad für 17 Tage besucht und von ihm die Chirqa und einen Gebetsteppich erhalten. Außerdem ist eine von as-Suhrawardī in Mekka ausgestellte Idschāza überliefert, der zufolge er Bahā' ad-Dīn Zakarīyā die Erlaubnis zur Überlieferung von all dem erteilt hat, was er bei ihm gehört hat, einschließlich des Buches ʿAwārif al-maʿārif. Aus dem Dokument, das auf den 21. Dhū l-Hiddscha 627 (= 31. Oktober 1230) datiert ist, geht auch hervor, dass Bahā' ad-Dīn Zakarīyā ein Exemplar des Buches ausgehändigt bekam.
Die ʿAwārif al-maʿārif dienten hernach als eines der wichtigsten Lehrbücher am Stammsitz des Suhrawardīya-Ordens in Multan sowie auch im benachbarten Uch. Der Chatīb von Uch Qāsim Dāwūd Chatīb Darātscha, ein Schüler von Bahā' ad-Dīn Zakarīya, erstellte 1241/42 mit Zustimmung seines Lehrers die älteste persische Übersetzung des Werks. Auftraggeber dieser Übersetzung, von der heute noch Handschriften in Istanbul und Indien existieren, war der türkische Militärbefehlshaber Tādsch ad-Dīn Abū Bakr ibn ʿIzz ad-Dīn Kabīr Chān-i Ayāz, der von 1241 bis 1245 mehr oder weniger unabhängig vom Sultanat von Delhi über das Gebiet von Multan und Uch sowie Teile von Sindh herrschte. Die Nachkommen Bahā' ad-Dīn Zakarīyās benutzten das Werk von as-Suhrawardī noch bis zum Ende des 14. Jahrhunderts im Unterricht.

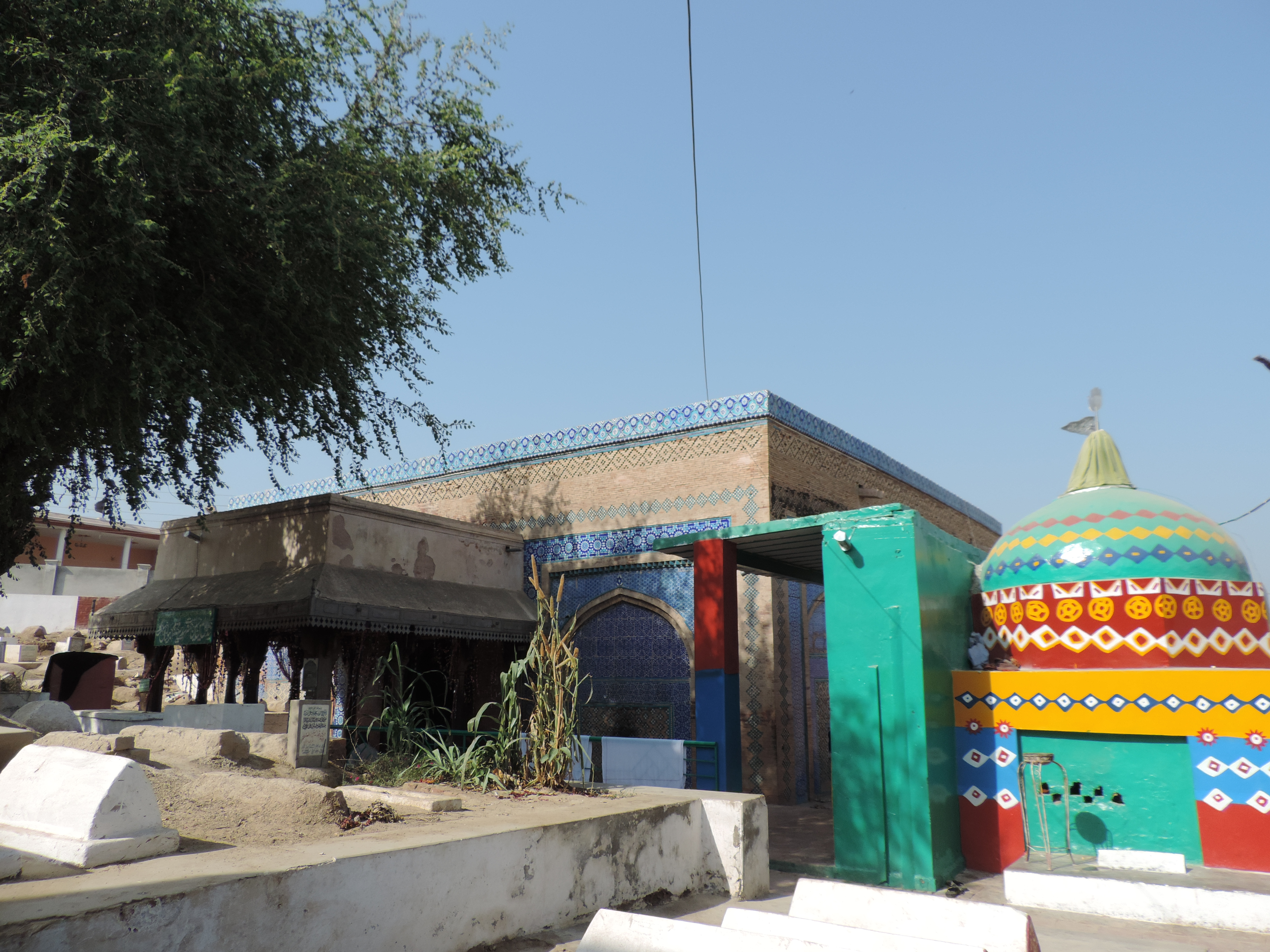
Der Schrein von Buchārī Machdūm Dschahanīyān in Uch

Die indischen Suhrawardī-Sufis verehrten das Werk so sehr, dass sie sich immer wieder auf die Suche nach weiteren zuverlässigen Exemplaren begaben. Dschalāl ad-Dīn Buchārī mit dem Beinamen Machdūm Dschahāniyān (gest. 1384) aus Uch, der in den 1340er Jahren eine ausgedehnte Reise durch den Nahen Osten unternahm, studierte die ʿAwārif 1347 zunächst bei einem Scheich namens ʿAbdallāh Matarī in Medina. Dieser hatte ein besonders wertvolles und genaues Exemplar, das von as-Suhrawardī selbst überprüft worden war. Er führte al-Buchārī im Einzelunterricht in die Lehren der ʿAwārif ein. Im selben Jahr reiste er zu einem Scheich namens Muʿammar Scharaf ad-Dīn Mahmūd Schāh Tustarī weiter, der in Schūkāra in Chuzistan lebte. Er war angeblich 132 Jahre alt und hatte das Werk von einem direkten Schüler as-Suhrawardīs gehört. Al-Buchārī las mit ihm das Werk vollständig durch und ließ sich darüber eine Idschāza ausstellen. Später vermachte ihm Matarī sein Exemplar des Buchs und ließ es ihm über Umwege nach Indien schicken. Dschahāniyān unterrichtete dann selbst das Werk in Uch und erläuterte es mit Aussagen aus Koran und Hadith. Die von einem Schüler zusammengestellte Sammlung der Aussprüche (Malfūẓāt) von Dschahāniyān mit dem Titel Ḫulāṣat al-alfāẓ ǧāmiʿ al-ʿulūm enthält an zahlreichen Stellen Erklärungen zu Aussagen aus den ʿAwārif, die zusammengenommen einen eigenständigen kurzgefassten Kommentar zu dem Werk ergeben würden. Dem Werk ist zu entnehmen, dass auch Frauen an den Sitzungen teilnahmen, in denen Dschahāniyān die Inhalte der ʿAwārif vermittelte.

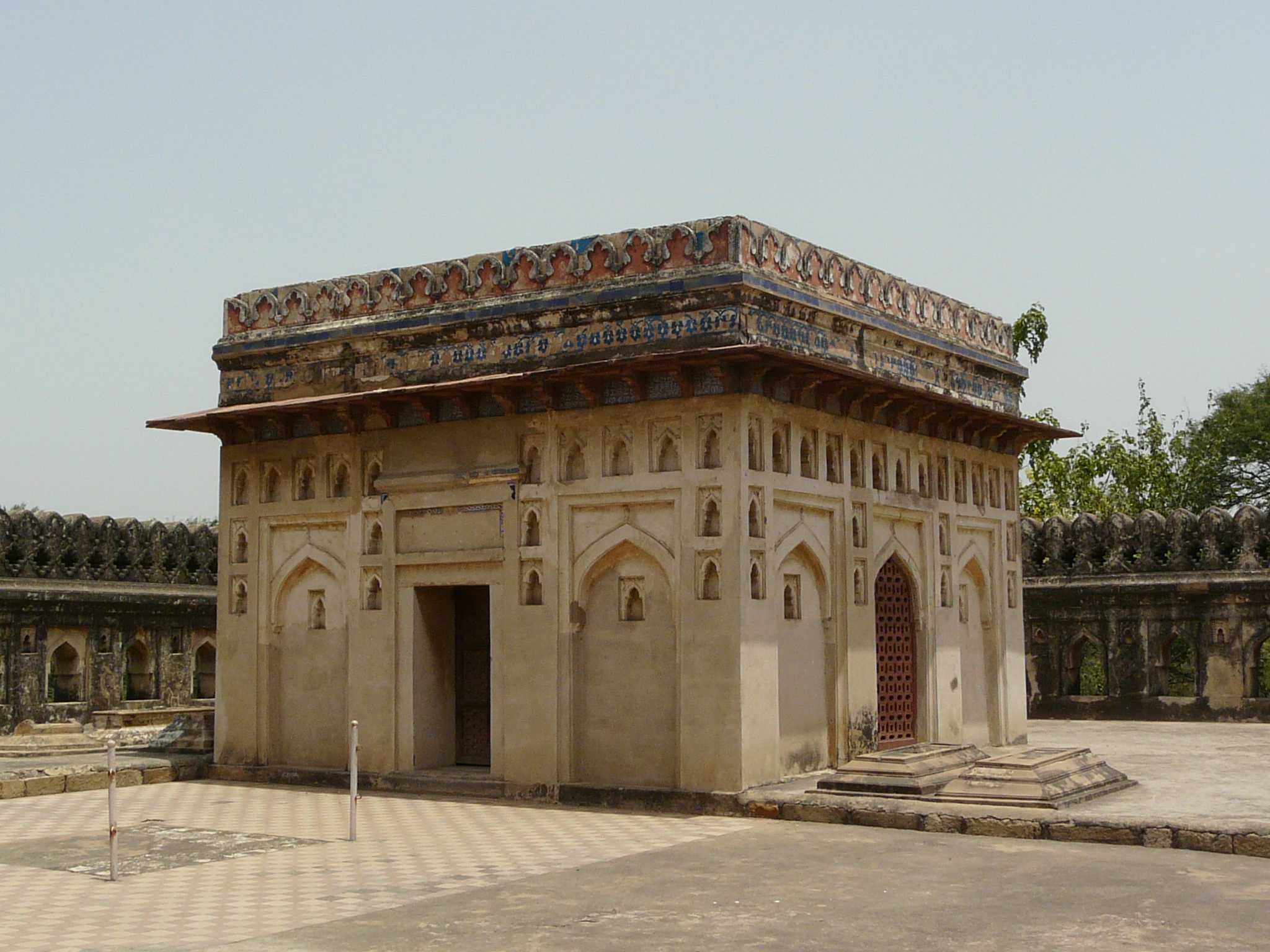
Das Grab von Hāmid ibn Fadlallah Dschamālī in Mehrauli im Süden von Delhi

Anderthalb Jahrhunderte später brachte der in Delhi lebende Suhrawardī-Scheich Hāmid ibn Fadlallah Dschamālī (gest. 1535) ein weiteres Exemplar der ʿAwārif, das aus der Zeit des Autors stammte, nach Indien. Nach der Darstellung in seinem hagiographischen Werk Siyar al-ʿĀrifīn traf Dschamālī in Bagdad einen sehr alten Scheich nahmen Schihāb ad-Dīn Ahmad Nāmī, der in der Nachfolge ʿUmar as-Suhrawardīs stand und ihm ein Exemplar des Werks schenkte, das der Autor selbst gesehen hatte. Dschamālī wirkte später als Berater der beiden Herrscher Sikandar Lodi und Babur.

#### Tschischtīya-Orden

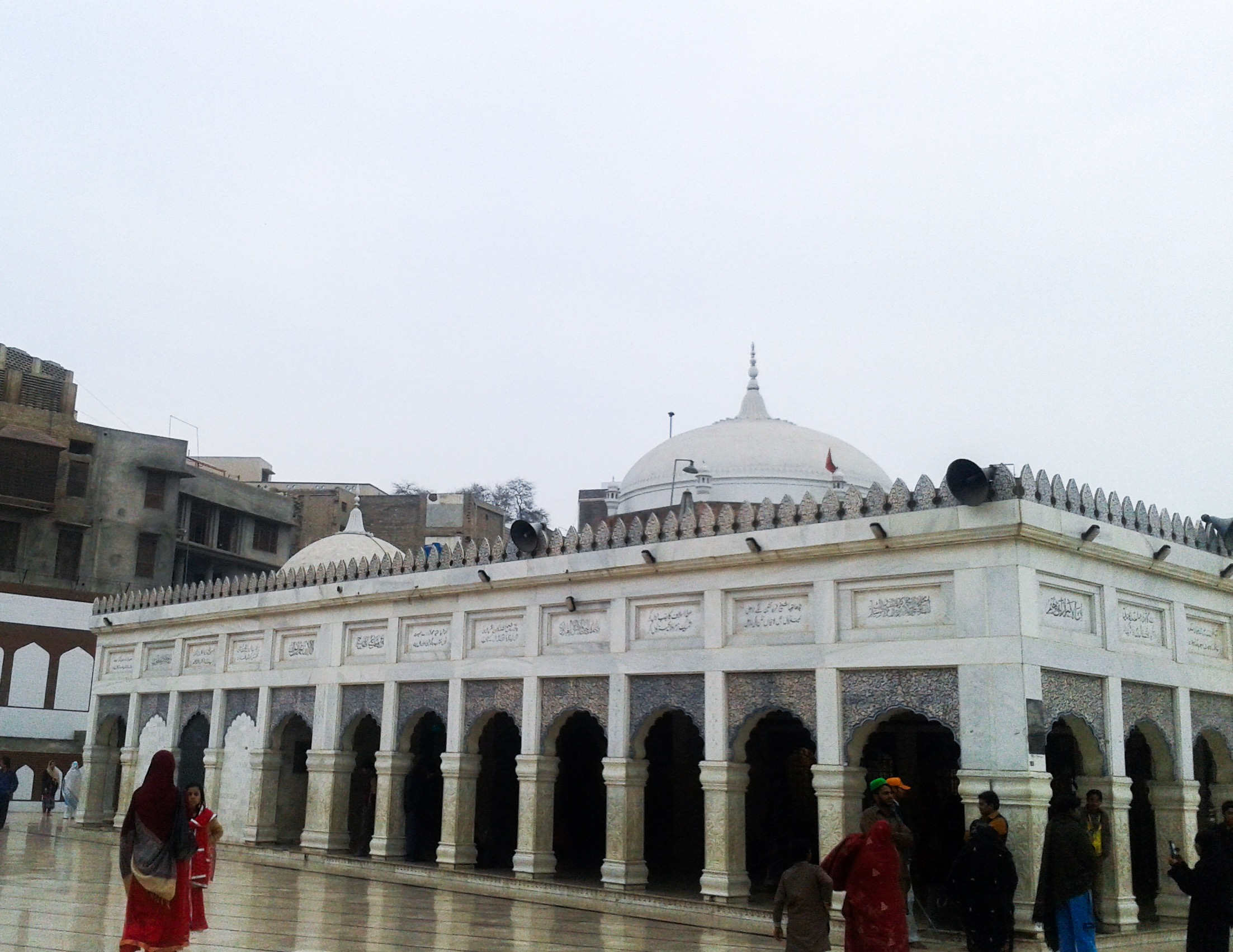
Das Grabmausoleum von Bābā Farīd in Pakpattan (= Adschodhan)

Auch der Tschischtīya-Orden orientierte sich an den ʿAwārif. Der Tschischtī-Sufi Farīd-al-dīn Masʿūd Gandsch-i Schakar (gest. 1265), der in Adschodhan südlich von Lahore lebte, unterrichtete danach in seinem Chanqāh und erstellte dazu Glossen (taʿlīqāt). Es wird überliefert, dass Farīd ad-Dīn an dem Tag, als er das Buch erhielt, auch ein Sohn geboren wurde und er diesem deswegen den Beinamen Schihāb ad-Dīn gab. Als Nizām ad-Dīn Auliyā (gest. 1325) Farīd ad-Dīn in Adschodhan besuchte, studierte er bei ihm fünf Kapitel der ʿAwārif, allerdings kam es über das Buch zu einem Zusammenstoß zwischen den beiden, weil Farīd ad-Dīn nur ein sehr altes und unleserliches Exemplar des Werkes besaß. Nizām ad-Dīn bemerkte, dass das Exemplar von Farīd ad-Dīns jüngerem Bruder Nadschīb ad-Dīn Mutawakkil, der als Asket in Delhi lebte, erheblich ordentlicher sei. Später lobte er aber gegenüber seinen Schülern die Art, wie Farīd ad-Dīn die Feinheiten der in dem Buch dargelegten Lehre erklärt hatte.
Als Farīd ad-Dīn seinen Schüler Dschamāl ad-Dīn Hansawī als Nachfolger (ḫalīfa) einsetzte, schenkte er diesem sein Exemplar der ʿAwārif. Dieser reichte es später an Nizām ad-Dīn Auliyā weiter. Wie Ziyā' ad-Dīn Baranī in seinem Geschichtswerk Tārīḫ-i Fīrūzšāhī berichtet, verwendete Nizām ad-Dīn Auliyā das Buch regelmäßig in seinem Unterricht, der auch von Scherifen und großen Persönlichkeiten des Staates besucht wurde. Als Qutb ad-Dīn Munauwar, der Enkel von Dschamāl ad-Dīn Hansawī, später zu Nizām ad-Dīn Auliyā kam, händigte ihm dieser das Exemplar des Buches von seinem Großvater aus. Qutb ad-Dīn Munauwar gab dieses Exemplar später an seinen Sohn Nūr ad-Dīn weiter.

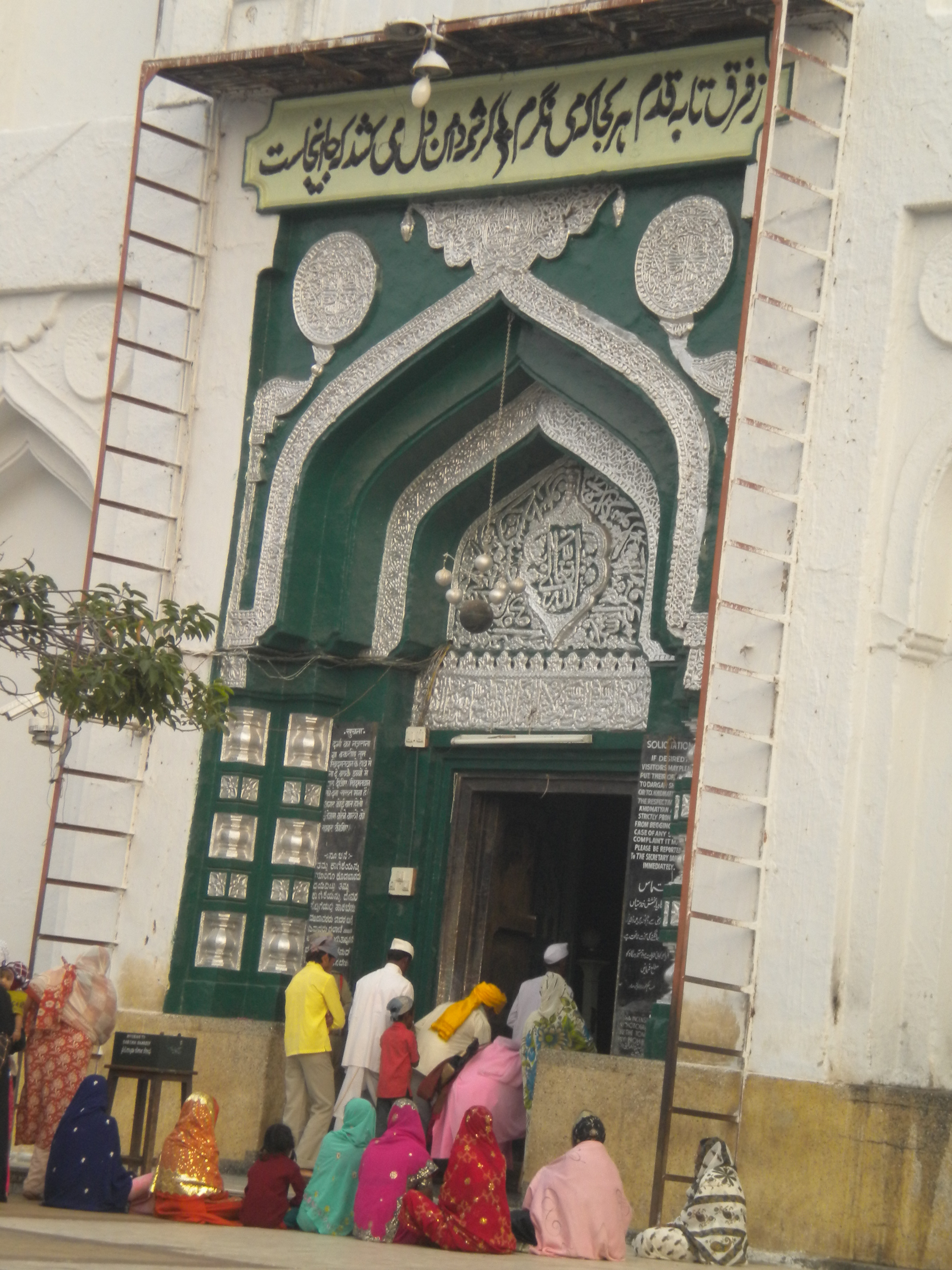
Das Eingangstor des Sufi-Schreins von Bande Nawāz Gēsūdarāz in Gulbarga

Bei den Tschischtī-Sufis in Jaunpur dienten die ʿAwārif al-maʿārif bis ins frühe 16. Jahrhundert als wichtigstes Lehrbuch. Der Saiyid Muhammad ibn Yūsuf al-Husainī ad-Dihlawī Gēsūdarāz (gest. 1422), der in Gulbarga begraben ist, erstellte dazu einen dreibändigen Kommentar in arabischer Sprache mit dem Titel Al-Maʿārif šarḥ al-ʿAwārif und außerdem einen zweibändigen persischen Kommentar. Von beiden Kommentaren befinden sich heute Handschriften im Sufi-Schrein von Gēsūdarāz in Gulbarga.
Sein Zeitgenosse ʿAlāʾ ad-Dīn ʿAlī ibn Ahmad al-Mahā'imī (gest. 1431), der wichtigste muslimische Heilige von Bombay, verfasste 1415 den Kommentar Zawārif al-laṭāʾif šarḥ ʿAwārif al-maʿārif, von dem sich Handschriften in Patna, Peschawar, Rampur, Hyderabad und Princeton befinden. Weitere Kommentare zu dem Werk erstellten Abū l-Fath ʿAlā'ī Quraischī von Kalpi (gest. 1458), ein Schüler von Gēsūdarāz, und der bekannte Sābirī-Tschischtī-Gelehrte ʿAbd al-Quddūs ibn Ismāʿīl al-Hanafī al-Gangōhī (gest. 1528). Von letzterem befinden sich Handschriften in London und Hyderabad. Weitere Kommentare wurden von Aḥmad ibn ʿAbd al-Ahad al-ʿUmarī as-Sirhindī, Dschamāl ad-Dīn al-Gudscharātī und as-Saiyid Aschraf ibn Ibrāhīm al-Husainī al-Katschhūtschhrī (gest. 1405/06) erstellt.

#### Übersetzungen ins Urdu und Sindhi
Ab Ende des 19. Jahrhunderts wurde das Werk auch mehrfach ins Urdu übersetzt. Das Digitalisat einer Urdu-Übersetzung aus der Feder des Barelwi-Gelehrten Hadrat Schams, die 1998 in Lahore veröffentlicht wurde, ist unter (Digitalisat) einsehbar. Auch eine Sindhi-Übersetzung existiert. Sie wurde 1998 von ʿAbd al-Dschabbār Siddīqī in Hyderabad (Pakistan) veröffentlicht.

### Persien
Für eine Verbreitung des Werks nach Isfahan sorgte der Faqīh Zain ad-Dīn Abū Muhammad ʿAbd as-Salām ibn Ahmad al-Kāmū'ī al-Isbahānī, der es 1227 bei as-Suhrawardī in Bagdad gehört hatte. Ein Schüler von ihm, Ismāʿīl ibn ʿAbd al-Mu'min Ibn Abī Mansūr Māschāda, übersetzte das Werk im Jahre 1266 auf Wunsch seiner Ordensbrüder ins Persische, womit er die zweitälteste persische Übersetzung der ʿAwārif schuf. Zwei Handschriften von dieser Übersetzung befinden sich in Istanbuler Bibliotheken. Das Werk wurde 1985 von Qāsim Ansārī in Teheran ediert. Insgesamt gibt Ismāʿīl Māschāda den Text as-Suhrawardīs nur sehr gekürzt wieder. Die Kapitel 23 und 24, die sich mit dem Samāʿ befassen, fehlen ganz, und bei anderen Kapiteln ist der Text auf weniger als ein Viertel zusammengekürzt.
Bei der Verbreitung des Werks nach Persien spielten allerdings Sufis aus Schiras die wichtigste Rolle, insbesondere solche aus der Nachkommenschaft von Nadschīb ad-Dīn ʿAlī ibn Buzqusch (gest. 1280). Dieser hatte das Werk ebenfalls selbst bei as-Suhrawardī gehört, und zwar im Januar 1227 im Ribāt al-Ma'mūnīya. Sein Sohn Zahīr ad-Dīn ʿAbd ar-Rahmān Ibn Buzqusch (gest. 1316), der in Schiraz eine Tekke gründete, legte seinem dortigen Unterricht die ʿAwārif zugrunde und erstellte von dem Werk eine dritte persische Übersetzung mit dem Titel Maʿārif al-ʿAwārif fī tarǧamat ʿAwārif al-maʿārif. Diese Übersetzung ist allerdings unvollständig und auch nicht von ihm selbst niedergeschrieben worden, sondern die Mitschrift eines Schülers von ihm namens Schams ad-Dīn Muhammad ibn Nadschm ad-Dīn Mahmūd Kāzarūnī (gest. 1369). Dennoch galt diese Übersetzung als so bedeutend, dass ihre Übermittlung ebenfalls an die Ausstellung einer Idschāza gebunden wurde. Handschriften des Werks befinden sich in Aligarh, Lahore sowie in der Staatsbibliothek zu Berlin.
Da Zahīr ad-Dīns Übersetzung unvollständig war, hat sein Urenkel Sadr ad-Dīn Dschunaid ibn Fadlallāh Ibn Buzqusch (gest. 1389) dazu einen Anhang verfasst mit dem Titel Ḏail al-maʿārif fī tarǧamat al-ʿAwārif. Der Auftrag dazu kam von dem Muzaffariden Schāh Schudschāʿ (reg. 1357–1384), dem Gönner von Hāfez. Handschriften des Werks befinden sich in Istanbul und in Cambridge. As-Suhrawardīs Werk scheint sich am Hof Schāh Schudschāʿs großer Beliebtheit erfreut zu haben, denn ʿAlī ibn Muhammad al-Dschurdschānī (gest. 1413), ein anderer Gelehrter, der im Dienste dieses Herrschers stand, verfasste ebenfalls eine taʿlīqa (Glosse) dazu.
Zwei Schüler von Ibn Buzqusch, darunter ʿAbd as-Samad Natanzī, vermittelten das Werk an ʿIzz ad-Dīn Mahmūd ibn ʿAlī al-Kāschānī (gest. 1335), der eine verkürzende persische Bearbeitung mit dem Titel Miṣbāḥ al-hidāya wa-miftāḥ al-kifāya anfertigte (am 18. Juni 1334 vollendet). Sie war besonders populär und bildete die wichtigste Grundlage für die Fortführung von as-Suhrawardīs Ideen in Persien. Das Werk enthält die meisten Lehren der ʿAwārif, fügt aber persönliche Ideen des Bearbeiters hinzu. Al-Kāschānī behauptete, im Traum von as-Suhrawardī auch eine direkte Idschāza für die Übermittlung des Werks erhalten zu haben. Von al-Kāschānīs Bearbeitung existieren Handschriften in Berlin, Istanbul, London, Kalkutta und Paris, und zwei Druckausgaben: 1. Nawal Kishawr, Lucknow 1875 (Digitalisat) und 2. die von Dschalāl ad-Dīn Humā'ī besorgte Ausgabe Teheran 1325 hš. H. Wilberforce Clarke fertigte von dem Werk eine schlechte englische Übersetzung an, die er 1891 als Supplement seiner Übersetzung des Dīwān von Hāfiz in Calcutta veröffentlichte. Sie wurde zahlreiche Male wiederabgedruckt.
Die Inhalte der Awārif al-maʿārif wurden außerdem schon früh in persische Sufi-Handbücher des Kubrawiyya-Ordens integriert, die in Transoxanien abgefasst wurden. In Ostiran beschäftigte sich später der Herater Suhrawardī-Sufi Zain ad-Dīn al-Chāfī (gest. 1435) mit den ʿAwārif al-maʿārif. Zain ad-Dīn, nach dem der Suhrawardī-Unterorden der Zainīya benannt ist, verfasste 1422/23 eine Glosse (ḥāšiya) zu dem Werk, von der eine Handschrift in der Iranischen Senatsbibliothek erhalten ist. Behbūd ʿAlī Chorāsānī erstellte im 19. Jahrhundert eine neue persische Übersetzung von ʿAwārif al-maʿārif mit dem Titel Naǧāt as-sālikīn, von der sich eine Handschrift in der Bibliothek des Heiligtums von Maschhad befindet.

### Arabischsprachiger Raum
Zwar lag der Schwerpunkt des Interesses an dem Werk in Indien und Persien, doch beschäftigte man sich auch in den arabischen Regionen damit. Der weit gereiste ägyptische Rechtsgelehrte, Traditionalist und Sufi Ibn al-Qastallānī (gest. 1287) hatte im Oktober 1230 in Mekka im Schatten der Kaaba von as-Suhrawardī eine Idschāza für die Übermittlung des Textes erhalten. Das von ihm erstellte Exemplar wurde am 16. Juni 1251 in Kairo in dem berühmten Chanqāh Saʿīd as-Suʿadāʾ an einen gewissen Chalīl ibn Badrān al-Halabī weitergegeben. Es bildete die Grundlage für eine große Anzahl von Abschriften, die nordafrikanische Sufis um die Mitte des 14. Jahrhunderts in Kairo und Mekka von dem Werk anfertigten.
Der mekkanische Gelehrte Muhibb ad-Dīn Muhammad ibn ʿAbdallāh at-Tabarī (gest. 1295) fertigte von den ʿAwārif eine Kurzversion mit dem Titel Ġurar al-laṭāʾif muḫtaṣar ʿAwārif al-maʿārif an, von der Handschriften in Istanbul, in der British Library in London und in Riad liegen. Darüber hinaus wurden die ʿAwārif in das offizielle Lehrcurriculum des Chānqāh-i Ghāzānī, eines von Ghazan Ilchan (reg. 1295–1304) in Bagdad gegründeten Sufi-Konvents, übernommen. Dies geschah auf Veranlassung von Raschīd ad-Dīn Fadlallāh (gest. 1318), dem Wesir Ghāzāns, der die Verwaltung des Sufi-Konvents innehatte.
Weitere arabische Gelehrte, die sich mit dem Werk befassten, waren:
- Ahmad al-Hārithī az-Zabīdī (gest. 1538). Er erstellte eine Epitome, von der sich eine Handschrift in Kairo befindet.[196]
- ʿAbdallāh ibn Saʿd ad-Dīn as-Sindī al-Madanī (gest. 1576). Er verfasste eine Glosse (ḥāšiya) zu den ʿAwārif.[197]
- Nūr ad-Dīn al-Halabī (gest. 1635). Er verfasste einen Kommentar mit dem Titel al-Laṭāʾif ʿan ʿAwārif al-maʿārif.[198]
- Muhammad ibn Zain Ibn Sumait (gest. 1758). Dieser hadramitische Gelehrte, der der Tarīqa ʿAlawīya angehörte, erstellte eine Epitome mit dem Titel Ad-Durar wa-l-Laṭāʾif fī iḫtiṣār ʿAwārif al-maʿārif.[199]

### Osmanisches Reich und Türkei
Hāddschī Ahmed ibn Seyyid el-Bīġavī (Bigalı Hacı Ahmed b. Seydi) aus Biga, der zu den Scheichen des Zainīya-Ordens gehörte, erstellte 1458 eine türkische Übersetzung, die Terǧeme-i ʿAvārif el-maʿārif. Eine im Jahre 1512 hergestellte Handschrift dieser Übersetzung mit 515 Blatt befindet sich in der Handschriftenbibliothek von Bursa. Die Staatsbibliothek zu Berlin besitzt unter der Signatur Ms. or. oct. 2904 eine Handschrift des Werks von 1860.
Eine zweite türkische Übersetzung verfasste Muhammad ibn Ahmad al-Chabbāz, der sich als Schreiber des ʿImāret des verewigten Bayezid bezeichnet. Er vollendete diese Übersetzung am 15. August 1531. Das Verhältnis zwischen diesen beiden Übersetzungen ist noch unklar. Weitere türkische Bearbeitungen wurden zu osmanischer Zeit von Ahmad ibn ʿAbdallāh al-Bursawī mit dem Beinamen Qāniʿ ar-Rūmī (gest. 1643) und einem gewissen ʿĀrifī verfasst. Die türkische Bearbeitung von Qāniʿ ar-Rūmī hatte den Titel Şeref ül-mülūk. Kamālzāde Çelebī verfasste auf dem Gebiet des Osmanischen Reiches eine persische Bearbeitung.
Eine moderne türkische Übersetzung veröffentlichten H. Kâmil Yılmaz und İrfan Gündüz unter dem Titel Tasavvufun esasları: avârifü'l-meârif Tercemesi (Istanbul 1990).

### Übersetzungen in westlichen Sprachen
Bisher ist die deutsche Übersetzung "Die Gaben der Erkenntnisse" von Richard Gramlich die einzige vollständige Übersetzung des Textes in einer westlichen Sprache. Gramlich hat wegen der schlechten Qualität der zu seiner Zeit vorliegenden Druckeditionen für seine Übersetzung neben dem Kairiner Druck von 1939 drei Istanbuler Handschriften (Topkapı Sarayı Ahmed III 1543, Yeni Cami 717 und Lala Ismail 180) und die Pariser Handschrift Nr. 1332 verwendet. Er hat keine dieser Textzeugen durchgehend zugrunde gelegt, sondern sich jeweils von Fall zu Fall für die eine oder andere Lesart entschieden, die anderen Lesarten jedoch im textkritischen Apparat angemerkt.
Auszugsweise ist das Werk auch ins Französische und Englische übersetzt worden. So hat John Renard für sein Buch Knowledge of God in Classical Sufism: Foundations of Islamic Mystical Theology die Kapitel 1 bis 3 ins Englische übersetzt. Die englische Übersetzung von H. Wilberforce Clarke unter dem Titel A dervish textbook from the ʿAwarifu 'l-maʿārif, written in the thirteenth century (Calcutta 1891) stützt sich dagegen nicht auf das arabische Original des Werks, sondern auf die persische Bearbeitung von al-Kāschānī.